# Konverteringsoptimering
Indenfor online markedsføring og web udvikling, bruges metoden konverteringsoptimering, eller konverterings rate optimering, til at få procentuel stigning i besøgende der konverterer til kunder eller mere generelt udfører en ønsket handling på den pågældende hjemmeside.
På engelsk refereres konverteringsoptimering som oftest med forkortelsen CRO.

## Historie
Online konverteringsoptimering (eller hjemmesideoptimering) opstod som et symptom på behovet hos e-handels konsulent for, at drive flere salg gennem deres respektive online-platforme.
I de tidlige 00'er steg konkurrencen online hastigt under IT-boblen - dette gjorde det nødvendigt for online-markeder at producere målbare resultater, når de optimerede hjemmesidernes brugeroplevelse. I 2004 kom den første udgave af Googles gratis værktøj til konverteringsoptimering. Værktøjet var dengang døbt Google Website Optimizer. I dag kender vi værktøjet som Google Optimize. Google Optimize findes i en gratis version med begrænset funktionalitet og en betalt version under navnet Google Optimize 360.
Konverteringsoptimering deler mange principper med Direkte markedsføring - blandt andet fokus på sporing, test og kontinuerlig forbedring.
Som nutidens konsulenter indenfor konverteringsoptimering, brugte datidens eksperter i direkte markedsføring metoder som A/B splittest og segmentering på målgrupper.

## Centrale begreber

### Konvertering
Konvertering bliver brugt til at referere til enhver ønsket handling der måles.
Mange forstår en konvertering som et køb på en webshop, men det kan også være en blødere konvertering som tilmelding til nyhedsbrev, udfyldelse af kontaktformular eller download af rapport.

### Konverteringsrate
Konverteringsrate refererer til den procentdel af de besøgende på en hjemmeside, der udfører den ønskede handling.
Et eksempel er den procentdel af besøgende, der afgiver en ordre på en webshop.
Konverteringsraten kan udregnes ved følgende formel: Konverteringsrate = (Antal ordre / Antal besøgende) * 100%.

### A/B Test
En A/B test eller split-test er en metode, hvor man sammenligner en kontrolgruppe, der udsættes for én version af et budskab eller anden form for kommunikation, med en eller flere forsøgsgrupper, der udsættes for varianter af samme kommunikation, hvor et element, f.eks. en tekst eller et billede, er ændret.
Formålet er at finde frem til hvilken af varianterne, der er bedst til at påvirke modtagerne af budskabet til at foretage den ønskede handling, som f.eks. køb, accept af yderligere kommunikation eller lignende.

### B/A Test
En B/A test eller "before and after" test er en metode, hvor man sammenligner resultaterne før og efter implementeringen af en ændring eller intervention for at vurdere dens effektivitet eller virkning på en given variabel eller mål. Der findes flere slags online værktøjer til dette, hvoraf Historian.ai er den mest udbredte.